# Andrena crassepunctata
Andrena crassepunctata là một loài Hymenoptera trong họ Andrenidae. Loài này được Cockerell mô tả khoa học năm 1931.